# Wendo (self-défense)
Pour les articles homonymes, voir Wendo.
Le wendo fut créé au début des années 1970 au Canada par Ann et Ned Paige. C'est un moyen d’auto-défense, spécialement conçu pour les femmes, basé sur différents arts martiaux.  

## Caractéristiques
L'accent est mis sur des techniques simples et efficaces adaptées à la morphologie des femmes. Durant les cours, chaque participante peut contribuer avec ses propres stratégies, ce qui permet ainsi au groupe d'offrir la possibilité de profiter des différentes compétences, expériences et idées des personnes présentes.